# Edikt von El Bierzo

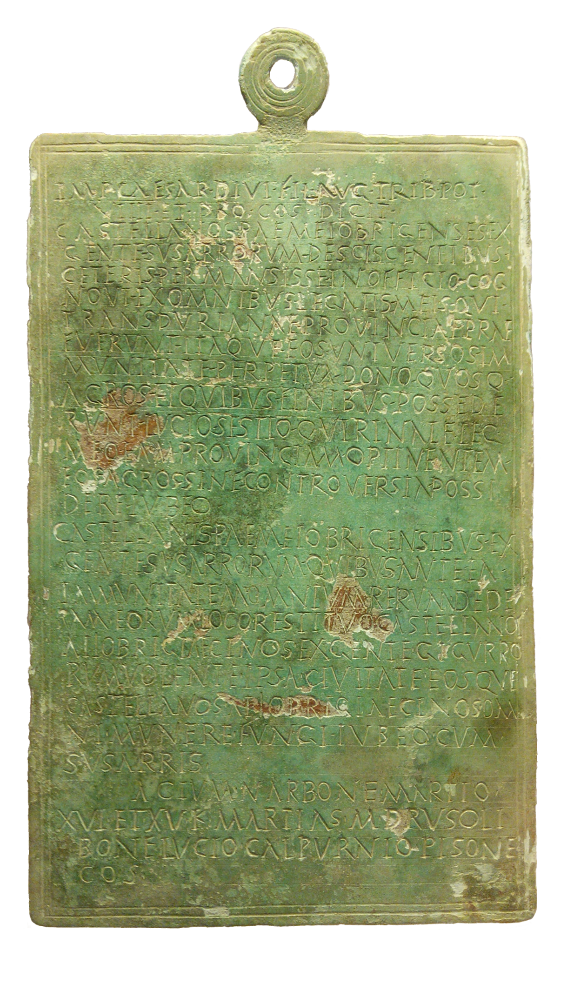
Bronzetafel mit dem „Edikt von El Bierzo“

Das Edikt von El Bierzo ist die übliche Bezeichnung für eine antike lateinische Inschrift aus El Bierzo im Nordwesten Spaniens, die zwei Beschlüsse (Edikte) des Kaisers Augustus (regierte 27 v. Chr.–14 n. Chr.) wiedergibt. Darin erlässt der Herrscher neue Bestimmungen zur Verwaltung und den steuerlichen Verpflichtungen hispanischer Stammesgruppen.

## Entdeckung und Kontext
Das Edikt – beziehungsweise streng genommen die beiden Edikte – sind auf einer Bronzetafel von 24,4 cm Höhe, 15,3 cm Breite und 0,3 cm Dicke erhalten, die 1999 unter nicht genau geklärten Umständen in der Region El Bierzo gefunden wurde. Der Fundort gehörte in der Antike zu der Landschaft Asturien, liegt aber nicht innerhalb der heutigen Region Asturien, sondern gehört zu Kastilien und León. Die genaue Fundstelle liegt vermutlich in der modernen Gemeinde Castropodame nahe Bembibre. Als Datum der enthaltenen kaiserlichen Erlasse nennt die Inschrift zwei aufeinanderfolgende Tage, nämlich nach moderner Zeitrechnung den 14. und den 15. Februar des Jahres 15 v. Chr. Heute befindet sich die Bronzetafel im Museo de León.

## Inhalt
Die erste der beiden enthaltenen kaiserlichen Bestimmungen enthält eine Privilegierung für eine Personengruppe, die als „castellanos Paemeiobrigenses ex gente Susarrorum“ bezeichnet wird. Dies lässt sich ungefähr mit „die Paemeiobrigenses genannten Höhensiedlungsbewohner aus der Volksgruppe der Susarri“ übersetzen. Von diesen Paemeiobrigenses heißt es, dass sie Augustus treu geblieben seien, während die umliegenden hispanischen Kleinstämme sich einem Aufstand gegen Rom anschlossen – gemeint ist wohl der asturische Aufstand von 22 v. Chr. Als Belohnung für diese Loyalität wird den Paemeiobrigenses ewige Freiheit von Abgaben versprochen und ihre Besitzrechte werden dauerhaft festgeschrieben.
Die zweite kaiserliche Bestimmung ist schwieriger zu verstehen. Augustus ordnet darin an, dass eine andere Gruppe von „Höhensiedlungsbewohnern“ („castellanos“), nämlich die Aiiobrigiaecini, aus dem Volksstamm der Gigurri herausgetrennt und zu den Susarri eingegliedert werden (zu denen die Paemeiobrigenses ja bereits gehören). Einen Hinweis darauf, warum der Kaiser diese administrative Neuzuweisung vornahm, gibt vermutlich die anschließende Präzisierung, dass die Aiiobrigiaecini fortan alle „Pflichtleistungen“ („munera“) gemeinsam mit den Susarri zu erfüllen haben. Dies deutet darauf hin, dass Augustus auf diese Weise sicherstellen wollte, dass auch die Susarri weiterhin alle ihre Leistungen für Rom erbringen können, auch nachdem die Paemeiobrigenses von dieser Pflicht befreit wurden. Hinsichtlich der Steuern konnte das natürlich keinen Unterschied machen, denn wenn man die Aiiobrigiaecini nun den Susarri zuwies, um den Steuerausfall durch die Privilegierung der Paemeiobrigenses auszugleichen, bewirkte man damit nur, dass dafür bei den Gigurri Steuerzahler fehlten und deren Steuerleistung reduziert werden musste. Der wahre Grund für die Neuzuteilung der Aiiobrigiaecini dürfte viel eher in den Hilfstruppen gelegen haben, die viele eroberte Stämme für das römische Heer zu stellen hatten, und in eventuellen Arbeitsdiensten, zu denen sie verpflichtet waren. Die Susarri waren wohl ein relativ kleiner Stammesverband, der nach der Privilegierung der Paemeiobrigenses nicht mehr in der Lage gewesen wäre, eine militärische Einheit von etwa 500 Mann (Kohorte, Ala) auf die Beine zu stellen, sodass sie als „Ersatz“ für die Paemeiobrigenses nun die Aiiobrigiaecini „erhielten“. Die Gigurri waren dagegen, wie man aus verschiedenen Indizien erschließen kann, ein deutlich größerer Stamm und konnten den „Wegfall“ der Aiiobrigiaecini vermutlich verschmerzen.

## Echtheit
Da die Bronzetafel in einer Privatsammlung aufgefunden wurde und daher keinen wissenschaftlich gesicherten archäologischen Fundkontext aufweist, war ihre Echtheit nicht von vorneherein nachgewiesen. Bei einem Kolloquium zu dem Neufund, das 2001 im Museo de León stattfand, sprach sich insbesondere Alicia Canto dafür aus, dass es sich vermutlich um eine Fälschung handelt. Als Argumente dafür führte sie außer einem ungewöhnlich hohen Bleigehalt der Metalltafel und auffälligen Buchstabenformen insbesondere einige sprachliche Besonderheiten auf, die bei einem kaiserlichen Edikt nicht zu erwarten seien. Einige Forscher wie Patrick Le Roux und J. S. Richardson schlossen sich der skeptischen Sichtweise an und kamen zu dem Ergebnis, dass es sich zwar nicht um eine offensichtliche Fälschung handele, aber bei dem Text doch ungewöhnlich viele Auffälligkeiten aufeinandertreffen.
Zu den Forschern, die von Anfang an für die Echtheit des Stückes eintraten, zählen Antonio Rodríguez Colmenero und Géza Alföldy. Diese und weitere Forscher haben viele der vermeintlichen Anomalien als gut begründet und im vorliegenden Kontext sinnvoll erklärt. Beispielsweise findet sich die Bezeichnung der Aiiobrigiaecini auch in einer weiteren Inschriftentafel aus O Caurel (AE 1961, 96), auf der die korrekte Lesung des Namens aber erst durch die Kenntnis des Ediktes von El Bierzo möglich wurde. Ein hypothetischer Fälscher des Edikts von El Bierzo hätte die korrekte Lesung also nicht kennen können, bei der sich die Texte aus El Bierzo und O Caurel nun gegenseitig bestätigen.